# 4248 Ranald
4248 Ranald è un asteroide della fascia principale interna. Scoperto nel 1984, presenta un'orbita caratterizzata da un semiasse maggiore pari a 2,304620 UA e da un'eccentricità di 0,103907, inclinata di 5,828666° rispetto all'eclittica. Ha un diametro di 4,136 km e un'albedo di 0,259.
Fa parte della famiglia di asteroidi Vesta.